# Ophiothrix albostriata
Ophiothrix albostriata är en ormstjärneart som beskrevs av Clark 1928. Ophiothrix albostriata ingår i släktet Ophiothrix och familjen Ophiothrichidae. Inga underarter finns listade i Catalogue of Life.